# Β-酮硫解酶缺乏症
β-酮硫解酶缺乏症是一种罕见的常染色体隐性代謝疾病，全世界仅报告有50至60例。患者机体无法正确处理異亮氨酸或脂质分解产物，典型发作年龄为6个月至24个月。
该病症由ACAT1基因突变导致。ACAT1基因产生的酶对分解食物中的蛋白质和脂肪有重要作用。此酶负责加工异亮氨酸，以及脂肪分解过程中产生的酮。ACAT1基因突变会使此酶活性降低或失活，进而导致患者无法正常处理异亮氨酸和酮，有害化合物聚积，血液过于酸性（酮酸中毒），组织功能受到损害，尤以中樞神經系統为甚。